# John Williams (motociclista)
John Glen Williams (27 maggio 1946 – Dundrod, 12 agosto 1978) è stato un pilota motociclistico britannico.

## Carriera
Ha corso nel motomondiale fra il 1969 e il 1978, nelle classi 250, 350 e 500. Ha corso a bordo di diverse moto: Metisse, Matchless, Arter-AJS, Yamaha, Dugdale e Suzuki. Ha ottenuto in tutto una vittoria, due secondi posti e cinque terzi posti e ha ottenuto, come miglior piazzamento finale, un 5º posto nel 1975 in 500.
Il 12 agosto 1978, durante una gara di categoria 1000 a Dundrod, in Irlanda del Nord, cade, morendo più tardi in ospedale. In quello stesso giorno aveva vinto la gara di 500.

## Risultati nel motomondiale

### Classe 250
| 1972 | Classe | Moto   |  |  |  |  |   |  |  |  |  |  |  |  |  | Punti | Pos. |
| ---- | ------ | ------ |  |  |  |  | - |  |  |  |  |  |  |  |  | ----- | ---- |
| 1972 | 250    | Yamaha |  |  |  |  | 3 |  |  |  |  |  |  |  |  | 10    | 18º  |

| 1973 | Classe | Moto   |  |  |  |  |   |  |  |  |  |  |  |  |  | Punti | Pos. |
| ---- | ------ | ------ |  |  |  |  | - |  |  |  |  |  |  |  |  | ----- | ---- |
| 1973 | 250    | Yamaha |  |  |  |  | 2 |  |  |  |  |  |  |  |  | 12    | 17º  |

| 1974 | Classe | Moto   |    |  |    |  |  |  |   |  |  |  |  |  |  | Punti | Pos. |
| ---- | ------ | ------ | -- |  | -- |  |  |  | - |  |  |  |  |  |  | ----- | ---- |
| 1974 | 250    | Yamaha | NE |  | NE |  |  |  | 9 |  |  |  |  |  |  | 2     | 41º  |

| 1975 | Classe | Moto   |   |     |    |   |   |   |   |   |   |   |   |   |  | Punti | Pos. |
| ---- | ------ | ------ | - | --- | -- | - | - | - | - | - | - | - | - | - |  | ----- | ---- |
| 1975 | 250    | Yamaha | - | Rit | NE | - | - | 3 | - | 9 | - | 8 | - | - |  | 15    | 14º  |

| 1978 | Classe | Moto   |   |   |    |   |   |   |   |   |   |     |  |  |  | Punti | Pos. |
| ---- | ------ | ------ | - | - | -- | - | - | - | - | - | - | --- |  |  |  | ----- | ---- |
| 1978 | 250    | Yamaha | - | - | NE | - | - | - | - | - | - | Rit |  |  |  | 0     |      |

| Legenda | 1º posto        | 2º posto            | 3º posto            | A punti      | Senza punti        | Grassetto – Pole position Corsivo – Giro più veloce |
| Legenda | Gara non valida | Non qual./Non part. | Ritirato/Non class. | Squalificato | '-' Dato non disp. | Grassetto – Pole position Corsivo – Giro più veloce |

### Classe 350
| 1971 | Classe | Moto      |  |  |   |  |    |  |  |  |  |   |  |  |  | Punti | Pos. |
| ---- | ------ | --------- |  |  | - |  | -- |  |  |  |  | - |  |  |  | ----- | ---- |
| 1971 | 350    | Arter-AJS |  |  | 4 |  | NE |  |  |  |  | 4 |  |  |  | 16    | 13º  |

| 1973 | Classe | Moto   |  |  |  |  |   |  |  |    |  |  |  |  |  | Punti | Pos. |
| ---- | ------ | ------ |  |  |  |  | - |  |  | -- |  |  |  |  |  | ----- | ---- |
| 1973 | 350    | Yamaha |  |  |  |  | 3 |  |  | NE |  |  |  |  |  | 10    | 20º  |

| 1974 | Classe | Moto   |    |  |   |  |  |   |    |  |   |  |  |  |  | Punti | Pos. |
| ---- | ------ | ------ | -- |  | - |  |  | - | -- |  | - |  |  |  |  | ----- | ---- |
| 1974 | 350    | Yamaha | 14 |  | 9 |  |  | 8 | NE |  | 9 |  |  |  |  | 7     | 29º  |

| 1975 | Classe | Moto   |    |    |     |   |   |     |   |    |    |   |   |   |  | Punti | Pos. |
| ---- | ------ | ------ | -- | -- | --- | - | - | --- | - | -- | -- | - | - | - |  | ----- | ---- |
| 1975 | 350    | Yamaha | 15 | 10 | Rit | - | - | Rit | - | NE | NE | - | - | - |  | 1     | 48º  |

| 1977 | Classe | Moto   |  |  |  |  |  |  |  |  |    |  |  |  |   | Punti | Pos. |
| ---- | ------ | ------ |  |  |  |  |  |  |  |  | -- |  |  |  | - | ----- | ---- |
| 1977 | 350    | Yamaha |  |  |  |  |  |  |  |  | NE |  |  |  | 3 | 10    | 22º  |

| 1978 | Classe | Moto   |   |    |   |   |   |   |    |   |   |     |  |  |  | Punti | Pos. |
| ---- | ------ | ------ | - | -- | - | - | - | - | -- | - | - | --- |  |  |  | ----- | ---- |
| 1978 | 350    | Yamaha | - | NE | - | - | - | - | NE | - | - | Rit |  |  |  | 0     |      |

| Legenda | 1º posto        | 2º posto            | 3º posto            | A punti      | Senza punti        | Grassetto – Pole position Corsivo – Giro più veloce |
| Legenda | Gara non valida | Non qual./Non part. | Ritirato/Non class. | Squalificato | '-' Dato non disp. | Grassetto – Pole position Corsivo – Giro più veloce |

### Classe 500
| 1969 | Classe | Moto    |  |  |  |  |  |  |  |  |  |   |  |  |  | Punti | Pos. |
| ---- | ------ | ------- |  |  |  |  |  |  |  |  |  | - |  |  |  | ----- | ---- |
| 1969 | 500    | Metisse |  |  |  |  |  |  |  |  |  | 8 |  |  |  | 3     | 46º  |

| 1970 | Classe | Moto      |  |  |  |   |  |  |  |    |  |   |  |  |  | Punti | Pos. |
| ---- | ------ | --------- |  |  |  | - |  |  |  | -- |  | - |  |  |  | ----- | ---- |
| 1970 | 500    | Matchless |  |  |  | 5 |  |  |  | NE |  | 9 |  |  |  | 8     | 24º  |

| 1974 | Classe | Moto   |   |  |   |  |  |    |   |    |   |  |    |    |  | Punti | Pos. |
| ---- | ------ | ------ | - |  | - |  |  | -- | - | -- | - |  | -- | -- |  | ----- | ---- |
| 1974 | 500    | Yamaha | 7 |  | 8 |  |  | 10 | 7 | 10 | 6 |  | NE | NE |  | 18    | 11º  |

| 1975 | Classe | Moto   |  |    |  |  |  |   |   |   |   |  |  |    |  | Punti | Pos. |
| ---- | ------ | ------ |  | -- |  |  |  | - | - | - | - |  |  | -- |  | ----- | ---- |
| 1975 | 500    | Yamaha |  | NE |  |  |  | 2 | 7 | 5 | 3 |  |  | NE |  | 32    | 5º   |

| 1976 | Classe | Moto   |     |  |  |    |   |   |   |  |  |  |  |    |  | Punti | Pos. |
| ---- | ------ | ------ | --- |  |  | -- | - | - | - |  |  |  |  | -- |  | ----- | ---- |
| 1976 | 500    | Suzuki | Rit |  |  | NE | 7 | 6 | 1 |  |  |  |  | NE |  | 24    | 9º   |

| 1977 | Classe | Moto   |  |    |     |    |    |     |    |     |    |   |     |     |     | Punti | Pos. |
| ---- | ------ | ------ |  | -- | --- | -- | -- | --- | -- | --- | -- | - | --- | --- | --- | ----- | ---- |
| 1977 | 500    | Suzuki |  | NP | Rit | 16 | NE | Rit | NE | Rit | 10 | 8 | Rit | Rit | Rit | 4     | 26º  |

| 1978 | Classe | Moto   |  |  |  |  |  |     |    |  |  |    |  |    |    | Punti | Pos. |
| ---- | ------ | ------ |  |  |  |  |  | --- | -- |  |  | -- |  | -- | -- | ----- | ---- |
| 1978 | 500    | Suzuki |  |  |  |  |  | Rit | 12 |  |  | 12 |  | NE | NE | 0     |      |

| Legenda | 1º posto        | 2º posto            | 3º posto            | A punti      | Senza punti        | Grassetto – Pole position Corsivo – Giro più veloce |
| Legenda | Gara non valida | Non qual./Non part. | Ritirato/Non class. | Squalificato | '-' Dato non disp. | Grassetto – Pole position Corsivo – Giro più veloce |